# Bekovói járás
A Bekovói járás (oroszul Бековский район) Oroszország egyik járása a Penzai területen. Székhelye Bekovo.

## Népesség
- 1989-ben 21 474 lakosa volt.
- 2002-ben 18 853 lakosa volt, melynek 95,3%-a orosz, 1,4%-a mordvin, 0,9%-a ukrán, 0,3%-a tatár, 0,2%-a fehérorosz, 0,1%-a csuvas.
- 2010-ben 17 531 lakosa volt, melynek 95,2%-a orosz.